# Григьян, Эрик Антонович
Э́рик Анто́нович Григья́н (латыш. Ēriks Grigjans; 25 декабря 1964, Даугавпилс, Латвийская ССР, СССР) — советский и латвийский футболист, латвийский футбольный тренер. В 1991 и 1993 годах Эрик Григьян был признан лучшим вратарём чемпионата Латвии.

## Информация
- Является лучшим, наряду с В. Шандовым, специалистом по отражению пенальти в чемпионатах Латвии (по 50%), опережая В. Шандова по количеству отражённых пенальти (13 против 5)[7].
- Всего в чемпионатах Латвии (с 1992 года) провёл 180 игр в качестве вратаря, пропустив 278 голов (в среднем — 1,54). На его счету 48 «сухих» игр (без пропущенных голов). Из 26 назначенных пенальти отразил 13[7].
- Участвовал в четырёх финалах Кубка Латвии, причём каждый раз — с другим клубом. В каждом из финалов на его счету хоть один отражённый пенальти[8]:
  - В 1991 году в составе даугавпилсского «Строителя» в игре против «Форума-Сконто» — два отражённых удара в серии послематчевых пенальти;
  - В 1992 году в составе «Компар/Даугавы» в игре против «Сконто» — отражённый пенальти в основное время (бил Олег Благонадеждин);
  - В 1994 году в составе «Олимпии» в игре против ДАГ — отражённый пенальти на 77-й минуте (бил А. Кондратенко). Эрик Григьян сразу же сделал дальнюю передачу Андрею Штолцерсу, который выбежал один на один против вратаря ДАГа Андрея Пиеделса и забил гол;
  - В 1999 году в составе «Риги» в игре против «Сконто» — один отражённый пенальти (из двух; оба раза бил Михаил Землинский) в основное и дополнительное время, три отражённых пенальти в серии послематчевых пенальти (били Михаил Михолап, Л. Силагадзе, Владимир Бабичев).

## Достижения

### Командные
- Серебряный призёр чемпионата Латвийской ССР: 1985, 1987
- Серебряный призёр чемпионата Латвии: 1993
- Обладатель Кубка Латвии: 1991, 1994, 1999

### Персональные
- Лучший вратарь чемпионатов Латвии: 1991, 1993